# Gaetano di Borbone-Due Sicilie
Gaetano di Borbone-Due Sicilie, Conte di Girgenti (Caserta, 12 gennaio 1846 – Lucerna, 26 novembre 1871), era il settimo dei figli di Ferdinando II delle Due Sicilie e della seconda moglie Maria Teresa d'Austria. Gaetano era un membro del Casato di Borbone-Due Sicilie e consorte di Isabella, Principessa delle Asturie, per due volte riconosciuta erede presuntiva al trono di Spagna. Attraverso questa unione, Gaetano fu creato Infante di Spagna.

## Biografia
Gaetano nacque a Caserta.. Aveva un carattere allegro e insieme ai fratelli Luigi e Alfonso si divertiva ad organizzare scherzi ai gentiluomini della corte. Alle loro scorribande si aggiunse poi Maria Sofia di Baviera, moglie del fratellastro Francesco. Anche il padre Ferdinando era un tipo allegro e scherzoso e si comportava affettuosamente nei confronti dei figli come qualsiasi padre di famiglia.
La madre invece era molto riservata e preferiva vivere appartata lontano dalla mondanità e dalla vita di corte, occupandosi soltanto dei figli.
Gaetano seguì il destino della sua esule famiglia che, dopo la fuga da Napoli, visse a Roma presso il palazzo del Quirinale.

## Matrimonio e morte
Fu scelta per lui come sposa l'infanta Maria Isabella di Spagna, figlia di Isabella II di Spagna e divenne egli Infante di Spagna , decorato con onorificenze spagnole . Il matrimonio avvenne nel 1868 e restò senza figli.
Già affetto da epilessia, Gaetano si ammalò di una grave forma di depressione che lo portò a suicidarsi nel novembre del 1871 a Lucerna.

## Antenati
|                                     |                              |                                        | Genitori                                                   |  |  | Nonni |  |  | Bisnonni                       |  |  | Trisnonni           |  |
|                                     |                              |                                        |                                                            |  |  |       |  |  | Ferdinando I delle Due Sicilie |  |  | Carlo III di Spagna |  |
|                                     |                              |                                        |                                                            |  |  |       |  |  | Ferdinando I delle Due Sicilie |  |  | Carlo III di Spagna |  |
|                                     |                              | Principessa Maria Amalia di Sassonia   |                                                            |  |  |       |  |  | Ferdinando I delle Due Sicilie |  |  |                     |  |
| Francesco I delle Due Sicilie       |                              |                                        |                                                            |  |  |       |  |  | Ferdinando I delle Due Sicilie |  |  |                     |  |
|                                     |                              | Arciduchessa Maria Carolina d'Austria  | Francesco I, Sacro Romano Imperatore                       |  |  |       |  |  |                                |  |  |                     |  |
|                                     |                              | Arciduchessa Maria Carolina d'Austria  | Francesco I, Sacro Romano Imperatore                       |  |  |       |  |  |                                |  |  |                     |  |
|                                     |                              | Arciduchessa Maria Carolina d'Austria  | Maria Teresa d'Austria                                     |  |  |       |  |  |                                |  |  |                     |  |
| Ferdinando II delle Due Sicilie     |                              | Arciduchessa Maria Carolina d'Austria  |                                                            |  |  |       |  |  |                                |  |  |                     |  |
|                                     |                              | Carlo IV di Spagna                     | Carlo III di Spagna                                        |  |  |       |  |  |                                |  |  |                     |  |
|                                     |                              | Carlo IV di Spagna                     | Carlo III di Spagna                                        |  |  |       |  |  |                                |  |  |                     |  |
|                                     |                              | Carlo IV di Spagna                     | Principessa Maria Amalia di Sassonia                       |  |  |       |  |  |                                |  |  |                     |  |
| Infanta Maria Isabella di Spagna    |                              | Carlo IV di Spagna                     |                                                            |  |  |       |  |  |                                |  |  |                     |  |
|                                     |                              | Principessa Maria Luisa di Parma       | Filippo I, Duca di Parma                                   |  |  |       |  |  |                                |  |  |                     |  |
|                                     |                              | Principessa Maria Luisa di Parma       | Filippo I, Duca di Parma                                   |  |  |       |  |  |                                |  |  |                     |  |
|                                     |                              | Principessa Maria Luisa di Parma       | Principessa Elisabetta di Francia                          |  |  |       |  |  |                                |  |  |                     |  |
| Gaetano di Borbone-Due Sicilie      |                              | Principessa Maria Luisa di Parma       |                                                            |  |  |       |  |  |                                |  |  |                     |  |
|                                     | Leopoldo II d'Asburgo-Lorena | Francesco I, Sacro Romano Imperatore   |                                                            |  |  |       |  |  |                                |  |  |                     |  |
|                                     | Leopoldo II d'Asburgo-Lorena | Francesco I, Sacro Romano Imperatore   |                                                            |  |  |       |  |  |                                |  |  |                     |  |
|                                     | Leopoldo II d'Asburgo-Lorena | Maria Teresa d'Austria                 |                                                            |  |  |       |  |  |                                |  |  |                     |  |
| Arciduca Carlo, Duca di Teschen     | Leopoldo II d'Asburgo-Lorena |                                        |                                                            |  |  |       |  |  |                                |  |  |                     |  |
|                                     |                              | Infanta Maria Luisa di Spagna          | Carlo III di Spagna                                        |  |  |       |  |  |                                |  |  |                     |  |
|                                     |                              | Infanta Maria Luisa di Spagna          | Carlo III di Spagna                                        |  |  |       |  |  |                                |  |  |                     |  |
|                                     |                              | Infanta Maria Luisa di Spagna          | Principessa Maria Amalia di Sassonia                       |  |  |       |  |  |                                |  |  |                     |  |
| Arciduchessa Maria Teresa d'Austria |                              | Infanta Maria Luisa di Spagna          |                                                            |  |  |       |  |  |                                |  |  |                     |  |
|                                     |                              | Federico Guglielmo, Duca di Nassau     | Carlo Cristiano, Principe di Nassau-Weilburg               |  |  |       |  |  |                                |  |  |                     |  |
|                                     |                              | Federico Guglielmo, Duca di Nassau     | Carlo Cristiano, Principe di Nassau-Weilburg               |  |  |       |  |  |                                |  |  |                     |  |
|                                     |                              | Federico Guglielmo, Duca di Nassau     | Carolina d'Orange-Nassau                                   |  |  |       |  |  |                                |  |  |                     |  |
| Enrichetta di Nassau-Weilburg       |                              | Federico Guglielmo, Duca di Nassau     |                                                            |  |  |       |  |  |                                |  |  |                     |  |
|                                     |                              | Burgravina Luisa Isabella di Kirchberg | Wilhelm Georg, Burggraf von Kirchberg, Graf von Hachenburg |  |  |       |  |  |                                |  |  |                     |  |
|                                     |                              | Burgravina Luisa Isabella di Kirchberg | Wilhelm Georg, Burggraf von Kirchberg, Graf von Hachenburg |  |  |       |  |  |                                |  |  |                     |  |
|                                     |                              | Burgravina Luisa Isabella di Kirchberg | Isabelle Auguste, Prinzessin Reuss zu Greiz                |  |  |       |  |  |                                |  |  |                     |  |
|                                     |                              | Burgravina Luisa Isabella di Kirchberg |                                                            |  |  |       |  |  |                                |  |  |                     |  |